# دونالد نورمان ماكليود
دونالد نورمان ماكليود هو سياسي أسترالي، ولد في 10 يونيو 1848، وتوفي في 25 أكتوبر 1914. انتخب عضو الجمعية التشريعية  في فيكتوريا ‏.